# Donut (vehículo)

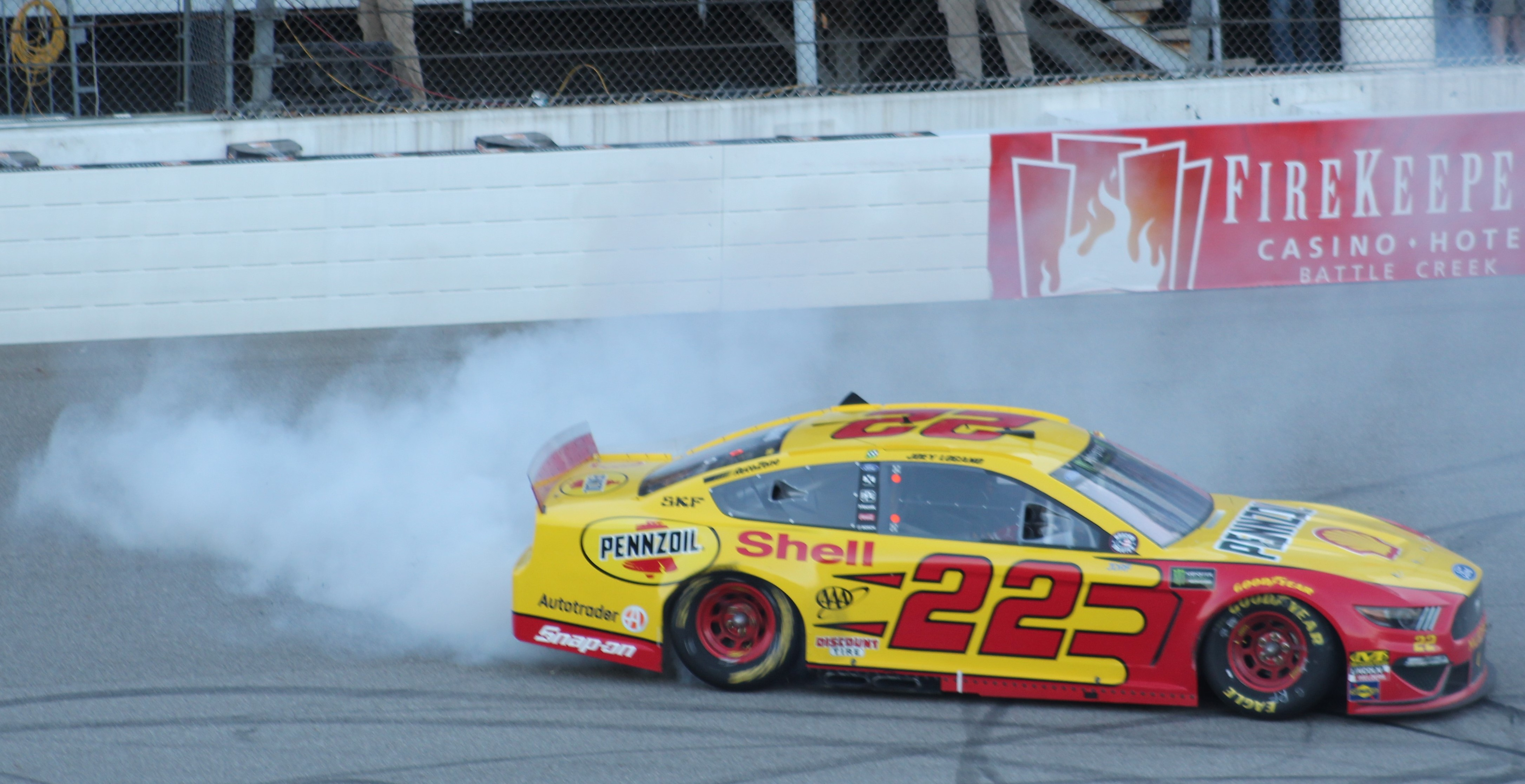
Joey Logano realiza un donut al final del FireKeepers Casino 400 de 2019.

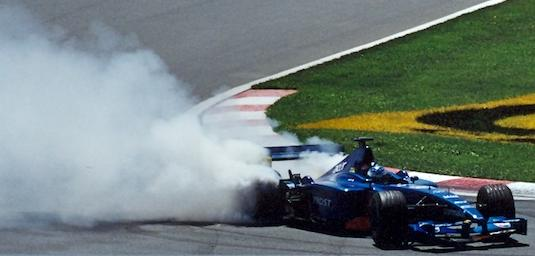
Jean Alesi realiza un donut al final del Gran Premio de Canadá de 2001.

Un donut es una maniobra que se realiza desde un vehículo. Realizar esta maniobra implica girar un eje de ruedas del vehículo (generalmente el trasero) alrededor del eje opuesto en un movimiento continuo, creando un patrón circular con las marcas de derrape de goma en una calzada y posiblemente incluso provocando que los neumáticos echen humo por la fricción.
La práctica fue popularizada como celebración por ganar una carrera por parte de Jeff Gordon. Lo hizo por primera vez después de ganar el campeonato de la NASCAR Cup Series en el Atlanta Motor Speedway en 1995, aunque Ron Hornaday Jr. también lo había hecho antes de ese año después de ganar una carrera en la NASCAR SuperTruck Series. Alex Zanardi también hizo girar sus neumáticos después del Gran Premio de Long Beach de 1997, donde realizó la maniobra como una manera de retribuir a los fanáticos de Long Beach y la atmósfera que produjeron para los equipos y corredores. Continuó usándolo como forma de celebración a lo largo de su carrera deportiva. La medida se ha convertido ahora en la celebración poscarrera preferida por muchos pilotos victoriosos. Otros pilotos populares que se sabe que estuvieron entre los primeros en realizar esta maniobra son Tony Stewart después de ganar las 400 Millas Exide NASCAR Select de 1999 y Dale Earnhardt después de ganar las 500 Millas de Daytona de 1998. En Fórmula 1, existen límites en la cantidad de motores y transmisiones que un equipo puede usar en una temporada, por lo que las celebraciones con donuts normalmente se guardan para la última carrera de la temporada, donde el hardware ya no será necesario.
Los donuts se realizan con mayor facilidad en superficies mojadas y heladas (hielo y nieve), así como sobre superficies sueltas, como la tierra o el chinarro y la grava. Cuando se realiza en la nieve, se hace más a menudo para divertirse que para hacer un intento serio de crear el patrón circular de marcas de derrape.
Realizar donuts de forma habitual o continua es una práctica peligrosa. Se ejerce presión sobre la suspensión y la transmisión del vehículo, lo que puede provocar una avería mecánica, y además los neumáticos también están sujetos a un desgaste severo que puede provocar una pérdida repentina de presión o un reventón. Sin embargo, en la nieve o la tierra, la tensión ejercida sobre el vehículo es mucho menor. Por lo tanto, los pilotos de rally prefieren aprender a controlar el coche en tales situaciones.